# Alex Albistegi
Alexander Albistegi Revilla (Éibar, 1 de julio de 1987) es un exfutbolista español que jugaba en la posición de centrocampista. Es sobrino del exfutbolista Alberto Albístegui.

## Trayectoria
Alex Albistegi es un jugador formado en la Real Sociedad B, filial de la Real Sociedad. El vasco es un pivote mixto, con llegada al área contraria y cierta habilidad para marcar goles en jugadas de estrategia. Es un 'box to box', uno de esos medios con resistencia y buen físico, capaz de iniciar la jugada en su propia área y aparecer luego en la del rival. Es de esos pivotes que destacan por su sentido táctico y por dar equilibrio a su equipo. 
El 19 de junio de 2010 debutó con el primer equipo de la mano del entrenador Martín Lasarte en Elche en el partido que enfrentó al equipo local y a la Real Sociedad sustituyendo a Asier Illarramendi en el minuto 67. Este encuentro, que terminó con victoria local por 4-1, cerraba la temporada del regreso de la Real Sociedad a la máxima competición nacional.
A finales de agosto, el entrenador de la escuadra txuri-urdin, decide cederle un año a la SD Eibar para que progrese en su técnica y dispute partidos con ritmo de competición, dado que, debido a la especial superpoblación de jugadores en su demarcación, no contaría prácticamente con oportunidades de disputar minutos.
En la temporada 2012/2013 fichó por el histórico Real Unión Club. Fue el jugador que más minutos disputó.La siguiente campaña ficha por el CD Toledo. En la campaña 2014-2015 la marcha del entrenador Idiakez al Lleida Esportiu hace que el jugador de Éibar se vaya al equipo catalán de 2ªB. 
Desde 2012 hasta 2016, siempre fue de la mano con su paisano Imanol Idiakez como entrenador desde que coincidieron en el filial de la Real Sociedad y luego se lo ha ido llevando a los equipos en los que ha estado. Así, Idiákez y Albistegi se reencontraron en Irún (36 partidos y 2 goles para Albistegi), se marcharon juntos al Toledo (41 partidos y 8 goles) y en durante dos ejercicios han rozado la gloria en el Lleida (76 partidos y 7 goles). 
En la temporada 2015-16, juega 39 partidos y realiza un gol con el Lleida Esportiu, llegando a la final de la eliminatoria que perderían contra el Sevilla Atlético en la tanda de penaltis.
En julio de 2016, tras militar en el Lleida Esportiu en las dos temporadas anteriores, se compromete por un año con el Reus Deportiu.
En verano de 2019 firma con el Burgos CF hasta el 30 de junio de 2021. Durante la primera vuelta de la temporada 2019-20 acumularía 430 minutos de juego repartidos en 8 encuentros, cinco de ellos como titular.
En enero de 2020, llega cedido por el Burgos CF al Unionistas de Salamanca Club de Fútbol de la Segunda División B de España, hasta el final de temporada.
El 27 de enero de 2021, firma como jugador del Sestao River Club de la Segunda División B de España.

## Clubes
| Club                    | País   | Año       |
| ----------------------- | ------ | --------- |
| Real Sociedad B         | España | 2006-2010 |
| SD Eibar                | España | 2010-2011 |
| UD Logroñés             | España | 2011-2012 |
| Real Unión de Irún      | España | 2012-2013 |
| CD Toledo               | España | 2013-2014 |
| Lleida Esportiu         | España | 2014-2016 |
| CF Reus Deportiu        | España | 2016-2017 |
| CD Mirandés             | España | 2017-2018 |
| Lleida Esportiu         | España | 2018-2019 |
| Burgos CF               | España | 2019      |
| Unionistas de Salamanca | España | 2020      |
| Burgos Promesas         | España | 2020      |
| Sestao River            | España | 2021      |